# 小山朝政
小山 朝政（おやま ともまさ）は、平安時代末期から鎌倉時代初期にかけての武将・有力御家人。小山氏2代当主。
下野国寒河御厨（小山庄）を本貫地とする。源頼朝に挙兵の頃から仕え、下野国守護の他、播磨国守護に補されたほか、晩年に下野守にも任ぜられた。

## 生涯

### 出生
久寿2年（1155年）頃、小山政光の子として誕生。父は武蔵国の太田氏の出であり、下野小山に移住して小山氏を名乗り、後室に八田宗綱の娘で源頼朝の乳母である寒河尼を娶っていた。

### 源平合戦
治承4年（1180年）、頼朝は平氏打倒の兵を挙げ、9月3日、朝政は参向を求める書状を送られる。10月2日、寒河尼は実子・結城朝光を伴って頼朝の下に参じ、朝政もその後の早い時期に従ったと考えられている。

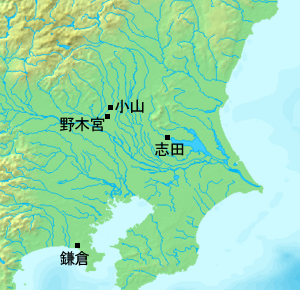
関東地方の地図

寿永2年（1183年）2月、頼朝の御家人らは鎌倉に襲来すると風聞された平氏のため駿河国に在った。2月20日、常陸国志田に住む志田義広は鎌倉を攻める兵を挙げ、3万余騎を率い下野へと到る。頼朝は下野に在った朝政にその対応を託し、朝政を助けるため弟・長沼宗政らが鎌倉を発する。2月23日、義広は鎌倉へ向けて軍を発し、それに加わるよう朝政を誘う。朝政は鎌倉攻めに加わると偽り、兵を野木宮に伏せた。喜んで朝政の館に向かった義広が野木宮に至ると、潜んでいた朝政らは義広を攻めた。朝政は義広の放った矢を受け落馬するが、野木宮の西南に陣を引いた義広を、朝政と宗政は東から攻め破った（野木宮合戦）。
2月28日、使者を発し頼朝に戦勝を告げる。頼朝は志田義広に与した常陸・下野・上野国の武士を所領を収公し、朝政らは恩賞を得た。
元暦元年（1184年）8月8日、源範頼は平氏追討の為に京へ向い、9月2日、朝政はそれに属せよとの命を受け鎌倉を発する。その際に朝政は兵衛尉を望み、京でその任官を受けた。元暦2年（1185年）1月26日、範頼らと共に周防国から船で豊後国に渡る。3月11日、兵糧の不足に苦しむ範頼の軍の中で、他の御家人らと共に頼朝より慇懃の書を受ける。3月24日、壇ノ浦の戦いで平家一門は滅びた。
4月15日、頼朝は内挙を得ず任官を受けた御家人らの帰国を禁じる書状を発し、朝政もそれに入れられ書状には「鎮西に下向するの時、京に於いて拝任せしむ事、駘馬の道草を喰らうが如し」と書かれた。しかし10月24日には朝政は許されており、鎌倉で行われた源義朝の法要に参列する。この法要は鎌倉の頼朝と京の源義経が対立する中で、三千人弱の主要な御家人を集めて営まれた。法要が終わると頼朝は明日上洛との意を述べ御家人を集める。その中でも明暁に進発する者を募り、朝政はそれに応えた58人中の筆頭であった。11月1日、頼朝の軍は駿河黄瀬川に達し、義経は戦わずして京を落ちた。以降、朝政は鎌倉で行われる儀式に多く名を連ねる事となる。

### 奥州合戦
文治5年（1189年）7月19日、頼朝は藤原泰衡を討つ為に鎌倉を発し、朝政はそれに従う。7月25日、下野古多橋駅（現・宇都宮市）において願を立て宇都宮社を奉幣した折、その宿所にて父・政光が頼朝に食事を献じた。その場には熊谷直家が在り、政光が直家は何者かを質問すると、頼朝は直家を無双の勇士と評し、直家は郎従が少く源平合戦では自ら戦った事によると応えた。政光は朝政・宗政・朝光の兄弟と猶子の宇都宮頼綱に対し、今度は自ら合戦を遂げ無双の御旨を蒙るよう命ずる。頼朝はこれを聞き入興（）した。
8月10日、阿津賀志山の戦いに加わり、守る藤原国衡を破る。8月14日、玉造郡物見岡に泰衡を追い岡を囲む。泰衡は既に逃亡しており、岡には50人弱の郎従が残っていた。それらは朝政らの武勇により、討たれまたは捕らえられる。9月、合戦は泰衡が自らの郎党に討たれ、頼朝らの勝利に終わった。

### 幕府宿老
建久元年（1190年）冬、頼朝の上洛に随行し、11月11日、石清水八幡宮への参拝では行列の先頭を務める。12月1日、頼朝の右近衛大将拝賀の随兵7人の内に選ばれて参院の供奉をした。さらに、これまでの勲功として頼朝に御家人10人の成功推挙が与えられた時、その1人に入り右衛門尉に任ぜられる。
建久3年（1192年）9月12日、野木宮合戦の功により常陸村田下庄の地頭に補任される。この時、左衛門尉に転じている。建久5年（1194年）10月9日、頼朝が朝政の家を訪問する。朝政の兄弟以下の一族や弓馬に堪能な御家人を集めて古い記録や先例を調べながら流鏑馬の作法について語らせ、それを中原仲業に記録させる。正治元年（1199年）10月28日、梶原景時を訴える連署状に名を連ねる。12月19日、播磨守護に補される。建仁元年（1201年）2月3日、大番役で在京しており、関東追討の勅許を求める城長茂に三条東洞院の宿舎を襲われる。朝政は行幸に随行し不在で、残っていた郎従らが応戦し長茂は兵を引いた。戻った朝政は長茂が在るという清水坂に向うが行方は知れず、長茂は後に吉野で討たれ首を晒された（建仁の乱）。
元久2年（1205年）8月7日、幕府から義兄弟である宇都宮頼綱の謀反が疑われ、北条政子邸における評議の席で大江広元は朝政が頼綱を追討すべきと主張するが、朝政は反逆には賛同しないが防戦の際には全力を尽くすと述べ、追討を辞する。8月11日、頼綱と朝政は書状を北条義時に届け、謀計は無き旨を述べるが許されず、この結果、頼綱は遁俗する。
承久3年（1221年）、承久の乱では宿老として上洛せず関東に在った。貞応2年（1223年）10月25日、検非違使を兼ねている。嘉禄元年（1225年）1月23日、下野守に任じられるが、翌年正月までに辞任している（『明月記』）。天福2年（1234年）3月29日、出家して法名を生西とする（『尊卑分脉』）。
嘉禎4年（1238年）3月30日、84歳で卒する。病を患うと幾日も経なかった。（以上、吾妻鏡より）　墓所は埼玉県加須市大越の徳性寺にあり、昭和34年（1959年）6月16日、市の史跡に指定。

## 年表
- 年月日は出典が用いる暦であり、西暦は元日をそれに変更している。

| 和暦     | 西暦   | 月日     | 内容                                     | 出典     |
| -------- | ------ | -------- | ---------------------------------------- | -------- |
| 治承4年  | 1180年 | 9月3日   | 挙兵した源頼朝が参向を求める書状を送る   | 吾妻鏡   |
| 寿永2年  | 1183年 | 2月      | 野木宮合戦                               | 吾妻鏡   |
| 元暦元年 | 1184年 | 9月2日   | 源範頼に属し西海に赴く                   | 吾妻鏡   |
| 元暦2年  | 1185年 | 8月      | 右兵衛尉                                 | 吾妻鏡   |
| 文治5年  | 1189年 | 7月～9月 | 奥州合戦                                 | 吾妻鏡   |
| 建久元年 | 1190年 | 6月14日  | 月食により源頼朝が朝政の家に宿泊         | 吾妻鏡   |
| 建久元年 | 1190年 | 12月11日 | 右衛門尉                                 | 吾妻鏡   |
| 建久3年  | 1192年 | 9月12日  | 常陸国村田下庄の地頭に補される、左衛門尉 | 吾妻鏡   |
| 正治元年 | 1199年 | 12月19日 | 播磨守護に補される                       | 吾妻鏡   |
| 元久2年  | 1205年 | 8月7日   | 宇都宮頼綱謀反の嫌疑                     | 吾妻鏡   |
| 承久3年  | 1221年 | 5月～7月 | 承久の乱                                 | 吾妻鏡   |
| 貞応3年  | 1224年 | 10月1日  | 検非違使を務めている                     | 吾妻鏡   |
| 嘉禄元年 | 1225年 | 1月23日  | 任下野守                                 | 明月記   |
| 天福2年  | 1234年 | 3月29日  | 出家（法名・生西）                       | 尊卑分脉 |
| 暦仁元年 | 1238年 | 3月30日  | 卒去（享年84）                           | 吾妻鏡   |

## 文化において
テレビドラマ
- 草燃える（1979年、NHK大河ドラマ） - 演：大河内稔
- 鎌倉殿の13人（2022年、NHK大河ドラマ） - 演：中村敦

## 画像集

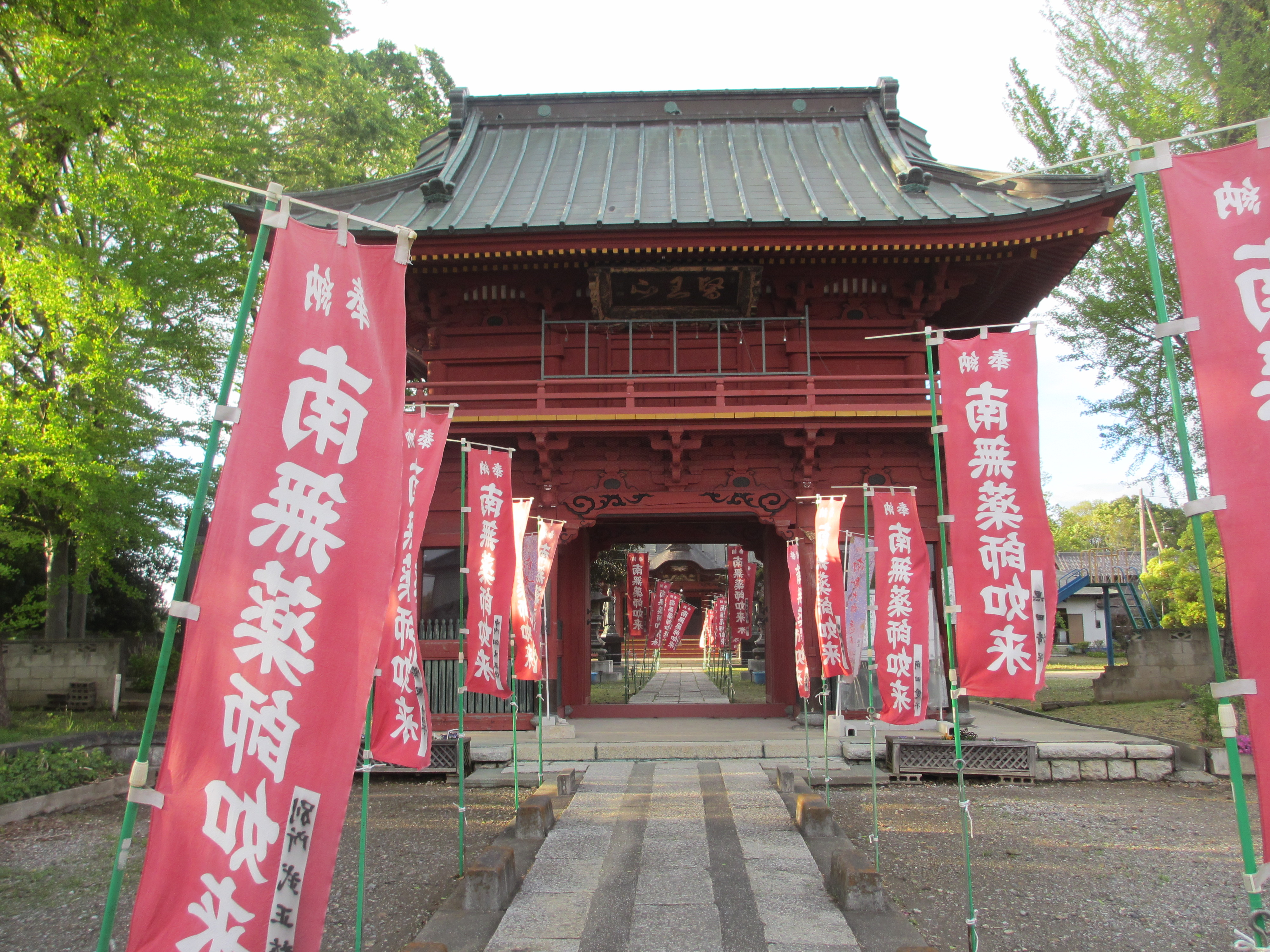
徳性寺山門（小山朝政公開基、加須市大越1984東武日光柳生駅)
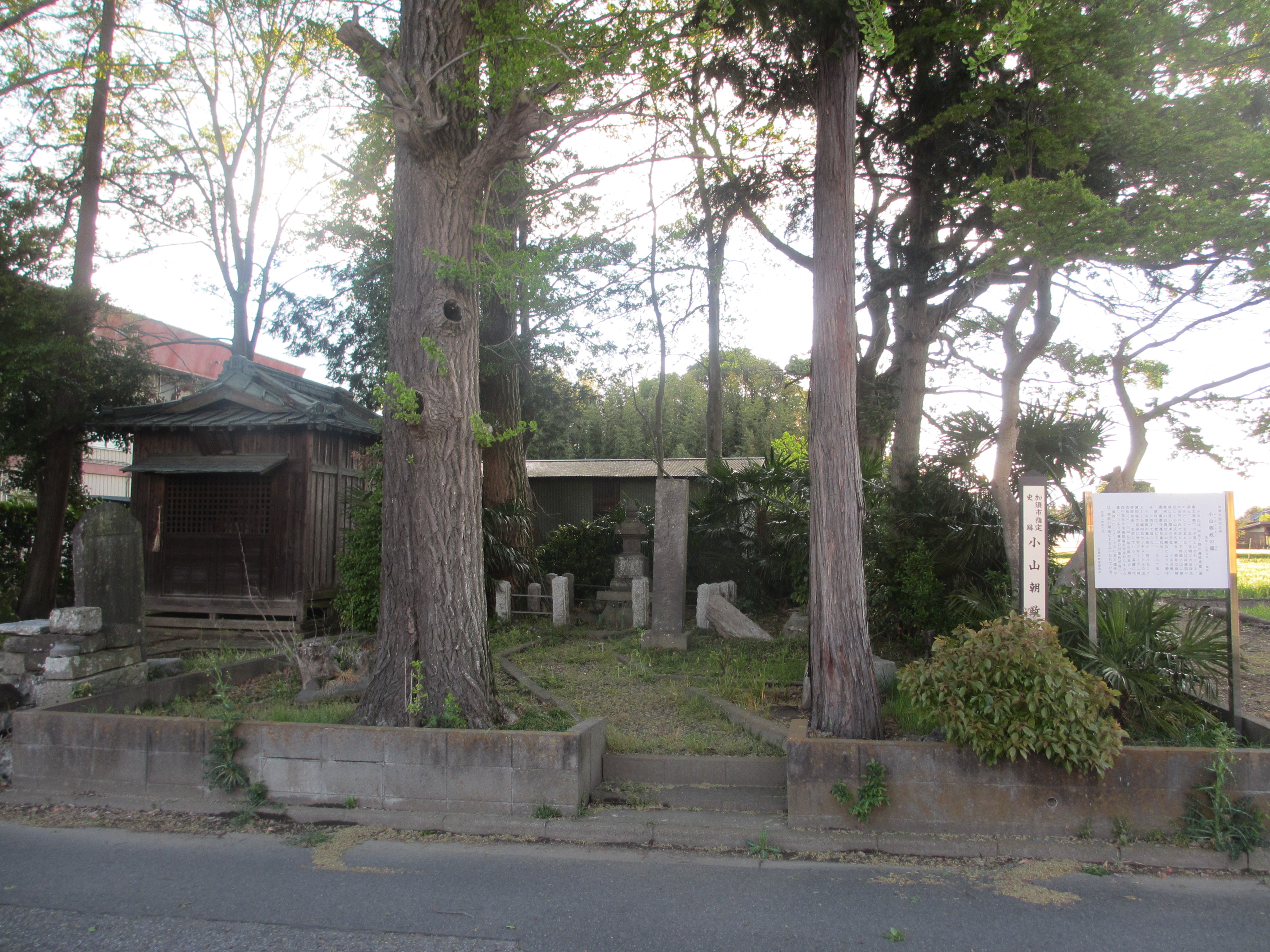
小山朝政の墓全体像・説明板（基礎に貞和元（1345）年の銘あり供養塔の可能性高い）
史跡小山朝政墓（徳性寺隣、大越公民館裏、碑文は確認出来ず）